# Fútbol en los Juegos Panafricanos de 2019
El Fútbol en los Juegos Panafricanos de 2019 se realizó a cabo entre los días 16 y 30 de agosto de 2019 en los municipios de Rabat, Salé y Kenitra, tanto en masculino como en femenino.

## Resultados
| Evento    | Oro          | Plata   | Bronce    |
| --------- | ------------ | ------- | --------- |
| Masculino | Burkina Faso | Nigeria | Senegal   |
| Femenino  | Nigeria      | Camerún | Marruecos |

## Medallero
| #     | País         | Oro | Plata | Bronce | Total |
| ----- | ------------ | --- | ----- | ------ | ----- |
| 1     | Nigeria      | 1   | 1     | 0      | 2     |
| 2     | Burkina Faso | 1   | 0     | 0      | 1     |
| 3     | Camerún      | 0   | 1     | 0      | 1     |
| 4     | Senegal      | 0   | 0     | 1      | 1     |
| 5     | Marruecos    | 0   | 0     | 1      | 1     |
| Total | Total        | 0   | 0     | 0      | 0     |